# Succuba

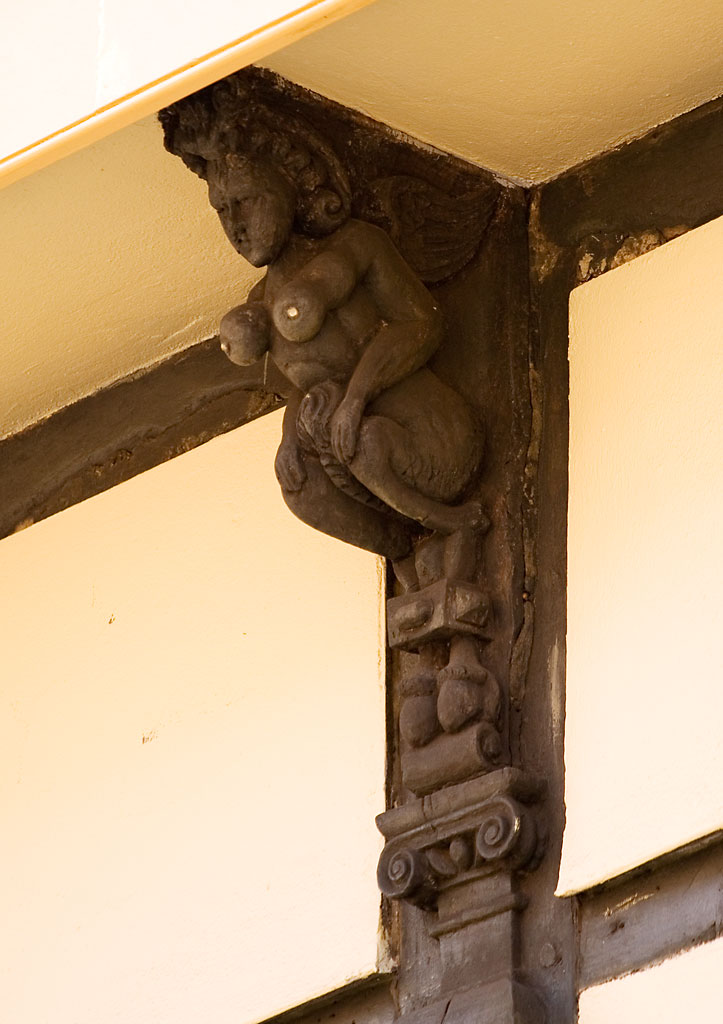
En skulptur från 1500-talet som visar en succubus.

Succuba (latin, latinsk plural succubæ) är enligt folktro ända fram till medeltiden en demon eller övernaturligt väsen av kvinnligt kön som kommer till män, ofta munkar, i sömnen och förför och har samlag med dem. Den manliga motsvarigheten är incubus. Succubi omtalas bland annat i Häxhammaren från 1400-talet, den mest inflytelserika instruktionsboken för häxjakt, och i legenderna om den helige Antonius frestelser. Den svenska tron på mara har ofta inslag av liknande art.
I modernare tider så behöver inte en succuba komma i drömmarna och avbildas ofta som en mycket attraktiv förförerska, medan i äldre tid så avbildades en succuba i allmänhet som skrämmande och demonisk.
Enligt Häxhammaren så kunde en succubi samla säd från män som sedan en incubi kunde använda för att befrukta kvinnor, vilket förklarar hur demoner kunde avla barn. Dessa barn blev mer mottagliga för påverkan av demoner.